# Daniel Gloger

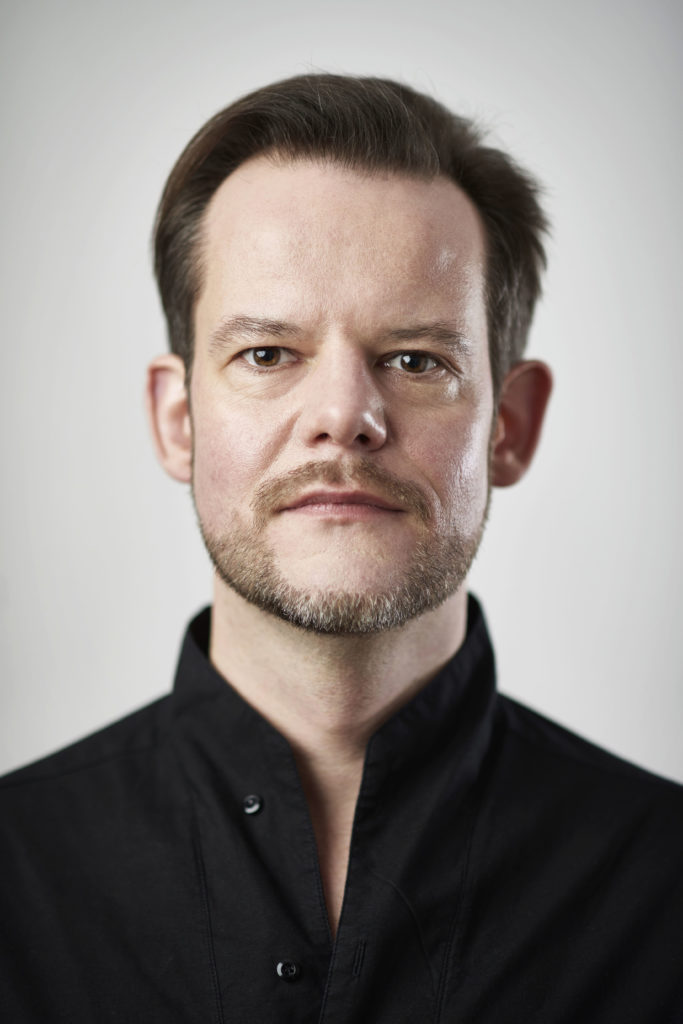
Countertenor Daniel Gloger

Daniel Gloger (* 30. April 1976 in Stuttgart) ist deutscher Countertenor. Sein Repertoire umfasst sowohl Alte als auch Neue Musik sowie anspruchsvolle U-Musik. Ein gewisser Schwerpunkt liegt in der Neuen Musik und im Bereich Musiktheater.

## Leben

### Vita
Daniel Gloger wurde 1976 in Stuttgart geboren. Eine erste musikalische Ausbildung erhielt er bei seiner Mutter Dorothee Gloger. 1984 nahmen ihn die Stuttgarter Hymnus-Chorknaben auf. Ab 1992 studierte er bei Herbert Klein und France Simard in Stuttgart. Seit 1994 ist er festes Ensemblemitglied bei den Neuen Vocalsolisten, einem Vokalensemble, das sich hauptsächlich der Neuen Musik widmet. 1997 war er Mitbegründer des „Orpheus Britannicus“.  Seit 2000 macht er mit dem  Ensemble „Tenorissimo“ auch Unterhaltungsmusik (Operetten, Schlager, Evergreens) im Rahmen von Konzert- und Galaveranstaltungen. Im selben Jahr schloss er sein Musikstudium an der Musikhochschule Trossingen bei Richard Wistreich ab. Im Jahr 2001 folgte der Aufbaustudiengang Konzertgesang bei Donald Litaker an der Hochschule für Musik in Karlsruhe. 2005 legt Gloger dort sein Diplom im Studiengang Konzertgesang ab.
Seit dem Herbst 2019 hat Daniel Gloger eine feste Stelle als Dozierender an der Hochschule der Künste Bern (HKB) inne.

### Auszeichnungen
- 1993 und 1995 1. Bundespreis beim Wettbewerb „Jugend musiziert“.
- 2004 Stipendium der Kunststiftung Baden-Württemberg.
- 2009–11 Stipendium der Akademie Schloss Solitude

## Engagements

### Konzert
- Europäisches Festival für Kirchenmusik Schwäbisch Gmünd
- Biennale Berlin
- Ludwigsburger Schlossfestspiele
- Westfälisches Musikfest
- Berliner Festspiele
- Pfingsten Barock der Salzburger Festspiele
- Ruhrtriennale Bochum
- Elbphilharmonie Hamburg

### Musiktheater
- Opernschule Karlsruhe 1998: Péter Eötvös, Radames (Regie: Renate Ackermann)
- Stuttgarter Festival für Neue Musik Eclat 1998: Iosis. Zu Gesualdo, Cross Media Oper (Regie: Thea Brejzek)
- Expo 2000: György Ligeti, Aventures und Nouvelles Aventures (Regie: Renate Ackermann)
- Schwetzinger Festspiele 2001: Manuel Hidalgo, Bacon 1561-1992 (Regie: Brian Michaels)
- Théâtre du Châtelet Paris 2001: Péter Eötvös, Drei Schwestern (Regie: Ushio Amagatsu)
- Stuttgarter Festival für Neue Musik Eclat 2002: Luciano Berio, A-Ronne (Regie: Marco Santi) und Oscar Strasnoy, Hochzeitsvorbereitungen (Regie: Galin Stoev)
- Opernschule Karlsruhe 2002: Wolfgang Rihm, Die Eroberung von Mexico (Regie: Renate Ackermann)
- Brucknerfest Linz 2002: Alessandro Stradella, Salome (Regie: Henry Mason)
- Staatstheater Stuttgart 2003: Kerstin Specht, Solitude (Regie: Alex Novak)
- Schwetzinger Festspiele 2003: Fredrik Zeller, Irma Vep (Regie: Christian Herzig)
- Festival Arts and Ideas New Haven, Connecticut 2003: Hilda Paredes, The Phantom Palace (Regie: Carlos Wagner)
- Schwetzinger Festspiele 2004: Adriana Hölszky, Der gute Gott von Manhattan (Regie: Stefan Kimmig)
- Stuttgarter Festival für Neue Musik Eclat 2008: Oscar Strasnoy, Fabula (Regie: Renate Ackermann, Dorothea Reinhold)
- Salzburger Festspiele 2009: Antonio Vivaldi, Judith (Regie: Sebastian Nübling)
- Nationaltheater Mannheim 2010: Bernhard Lang, Montezuma – Fallender Adler (Regie: Peter Missotten)
- Schwetzinger Festspiele 2011: Georg Friedrich Haas, Bluthaus (Regie: Klaus Weise)
- Schwetzinger Festspiele 2013: Georg Friedrich Haas, Thomas (Regie: Elisabeth Gabriel)
- Staatsoper Berlin, 2015: Oscar Strasnoy, Geschichte (Regie: Isabel Ostermann)
- Schwetzinger Festspiele, 2016: Georg Friedrich Haas, Koma (Regie: Karsten Wiegand)
- Primer Festival de Nueva Ópera del Teatro Colón, 2016: Oscar Strasnoy, Hochzeitsvorbereitungen (mit B und K) (Regie: Marian Ciolfi Ruiz & Edgardo Mercado)
- Wiener Festwochen 2017: Bernhard Lang, Mondparsifal Beta 9-23 (Inszenierung: Jonathan Meese)
- Staatstheater Braunschweig 2024: Georg Friedrich Haas, Koma (Regie: Dagmar Schlingmann)

### Projekte/Experimente
- Renaissance-Musik und Elektronik zusammen mit Urs Liska (Synthesizer)
- diverse Performances mit der freien Theatergruppe T-ART
- Mitglied bei stock11.de

## Diskografie
- div. CDs mit den Neuen Vocalsolisten Stuttgart
- CD „for friends“ des Pianisten Peter von Wienhardt
- CD mit Solistenensemble des Kammerchor Stuttgart unter Frieder Bernius
- CD mit dem Orlando di Lasso Ensemble Hannover
- CD als Solist bei der Altonaer Kantorei unter Johannes Pausch
- CD als Solist beim Saarbrücker Kammerchor unter Georg Grün